# Kajetan Georg von Kaiser
Kajetan Georg von Kaiser (* 5. Januar 1803 in Kelheim; † 28. August 1871 in München) war ein deutscher Chemiker.

## Leben
Kajetan von Kaiser besuchte das Gymnasium zu Regensburg, musste aber aus finanziellen Gründen schon nach anderthalb Jahren den Schulbesuch beenden. Daraufhin absolvierte er eine pharmazeutische Lehre und trat 1818 als Gehilfe in die Daubert'sche Apotheke zu Regensburg und anschließend in die Gerichtsapotheke in Abensberg ein. Im Wintersemester 1819 begann er das Studium der Chemie an der Universität Landshut und bestand zwei Jahre später die Prüfung als praktischer Apotheker vor dem Medizinalkomitee in München. Nach einer vorübergehenden Tätigkeit als Provisor an der Viktorini'schen Apotheke in Passau, trat er die Stelle als Assistent am chemischen Laboratorium der Universität Landshut an und arbeitete zunächst unter der Leitung seines Lehrers Johann Nepomuk Fuchs. Hier wurde er am 25. April 1823 Opfer eines schweren Unfalls, als ihm eine mit kochender Schwefelsäure gefüllte Retorte beim Hinaustragen in den Hof explodierte, wodurch er sich schwere Verbrennungen im Gesicht sowie an Brust und Händen zuzog, die ihn sein weiteres Leben lang zeichneten. 1824 erhielt von Kaiser die Erlaubnis, an der Universität Repetitorien über Mineralogie und Chemie halten zu dürfen. Ein Jahr darauf bestand er nachträglich die Absolutorialprüfung des Gymnasiums (Abitur), die ihn zur Einschreibung an der Philosophischen Fakultät der Universität Landshut befähigte. Nach zweijährigen Studien erwarb er den Doktorgrad an der Universität Erlangen. Der Titel seiner Dissertation lautete De analysi aquarum.
1827 wurde von Kaiser als Professor für die Fächer Naturgeschichte, Chemie, Technologie und Landwirtschaft am Lyzeum in Landshut angestellt. 1829 übernahm er zudem das Lehramt für Naturgeschichte, Physik, Chemie, Pharmazie, Arzneiwarenkunde und Arzneimittellehre an der chirurgischen Schule in Landshut.
Bereits seit 1821 war von Kaiser Mitglied des Corps Bavaria Landshut, zu seinen direkten Gleichzeitigen zählen unter anderem Ernst von Moy de Sons und Theodor Basselet von La Rosée.
1828 heiratete von Kaiser die einzige Tochter des Landgerichtsarztes Dr. Joseph Gierlinger, Josefine, in Kelheim. Mit ihr bekam er zwei Söhne und eine Tochter.
Von Kaiser wurde 1834 als Professor für Chemie an die polytechnische Schule nach München berufen. Nebenher hielt er chemische Vorträge an der höheren Handwerksfeiertagsschule sowie an der Kreis-Landwirtschafts- und Gewerbschule. Er war zudem seit 1834 Redakteur des Kunst- und Gewerbeblattes und seit 1837 Sekretär des polytechnischen Vereins.
1849 wurde er zum Ehrenprofessor und 1851 zum ordentlichen Professor für Technologie an der Ludwig-Maximilians-Universität berufen. 1868 nahm er einen Ruf als ordentlicher Professor für Angewandte Chemie an der neuen polytechnischen Schule an. Von Kaiser war von 1859 bis 1863 Mitglied des Landrats für Oberbayern.
Seine Forschungsarbeiten auf dem Gebiet der Fermentation, die er in wissenschaftlichen Zeitschriften publizierte, waren grundlegend. 1842 entwickelte er ein Saccharometer zur Bestimmung der Stammwürze. Seine ab 1836 privat gehaltenen Vorlesungen über Brauerei wurden 1930 von Josef Wild unter dem Titel Brauwissenschaft vor 85 Jahren publiziert.
Die wissenschaftlichen Arbeiten seines 1856 verstorbenen Freundes, des Chemikers und Mineralogen Johann Nepomuk von Fuchs, veröffentlichte er noch in dessen Todesjahr einschließlich eines Nachrufs unter dem Titel Gesammelte Schriften des Joh. Nep. von Fuchs. 1857 wurde von Kaiser in die Deutsche Akademie der Naturforscher Leopoldina gewählt.

## Auszeichnungen
- 1852: Verdienstorden vom Heiligen Michael
- 1859: Goldene Verdienstmedaille des Polytechnischen Vereins
- 1860: Ehrendiplom eines Doktors der Staatswissenschaften der Universität Würzburg
- 1869: Verdienstorden der Bayerischen Krone

## Schriften
- Grundriß der Pharmacie. Ein Hand- und Lehrbuch für Aerzte, Apotheker und Wundärzte. Landshut 1832.
- Zur Geschichte der Bierproben. In: Kunst- und Gewerbe-Blatt, 21. Jg., 1835, S. 663–681.
- Einige Versuche über Torf und Stein-Kohlen In: Kunst- und Gewerbe-Blatt, 22. Jg., 1836, S. 71–78.
- Bier-Untersuchungen und Fehler, welche dabei gemacht werden können. In: Kunst- und Gewerbe-Blatt, 31. Jg., 1845, S. 763–792.
- Bemerkungen zur richtigeren Kenntniß der Biere. In: Kunst- und Gewerbe-Blatt, 32. Jg., 1846, S. 574–584.
- Nekrolog für Johann Nepomuck von Fuchs. In: Kunst- und Gewerbe-Blatt, 42. Jg., 1856, S. 129–164.
- Das Keimen der Gerste. In: Kunst- und Gewerbe-Blatt, 45. Jg., 1859, S. 385–393.
- Ueber das Fett der Gerste. In: Kunst- und Gewerbe-Blatt, 49. Jg., 1863, S. 577–584.